# Bisdom Caxias do Maranhão
Het bisdom Caxias do Maranhão (Latijn: Dioecesis Caxiensis in Maragnano) is een rooms-katholiek bisdom met als zetel Caxias, in Brazilië. Het bisdom is suffragaan aan het aartsbisdom São Luís do Maranhão.

## Geschiedenis
Het bisdom werd opgericht op 22 juli 1939, uit delen van het aartsbisdom São Luís do Maranhão. 

## Parochies
Het bisdom had in 2021 een oppervlakte van 34.449 km2 en telde 911.340 inwoners waarvan 96,9% rooms-katholiek was.

## Bisschoppen
- Luís Gonzaga da Cunha Marelim (19 juli 1941 - 18 februari 1981)
- Jorge Tobias de Freitas (15 maart 1981 - 7 november 1986)
- Luís d’Andrea (29 oktober 1987 - 19 maart 2010)
- Vilson Basso (19 maart 2010 - 19 april 2017)
- Sebastião Lima Duarte (20 december 2017 - heden)

São Luís do Maranhão (aartsbisdom) · Bacabal · Balsas · Brejo · Carolina · Caxias do Maranhão · Coroatá · Grajaú · Imperatriz · Pinheiro · Viana · Zé Doca